# Ubiorek wiecznie zielony
Ubiorek wiecznie zielony (Iberis sempervirens L.) – gatunek rośliny z rodziny kapustowatych. Pochodzi z Afryki Północnej (Algieria, Maroko), Europy Południowej i Zachodniej Azji (Syria, Turcja). W wielu krajach jest uprawiany jako roślina ozdobna.

## Morfologia

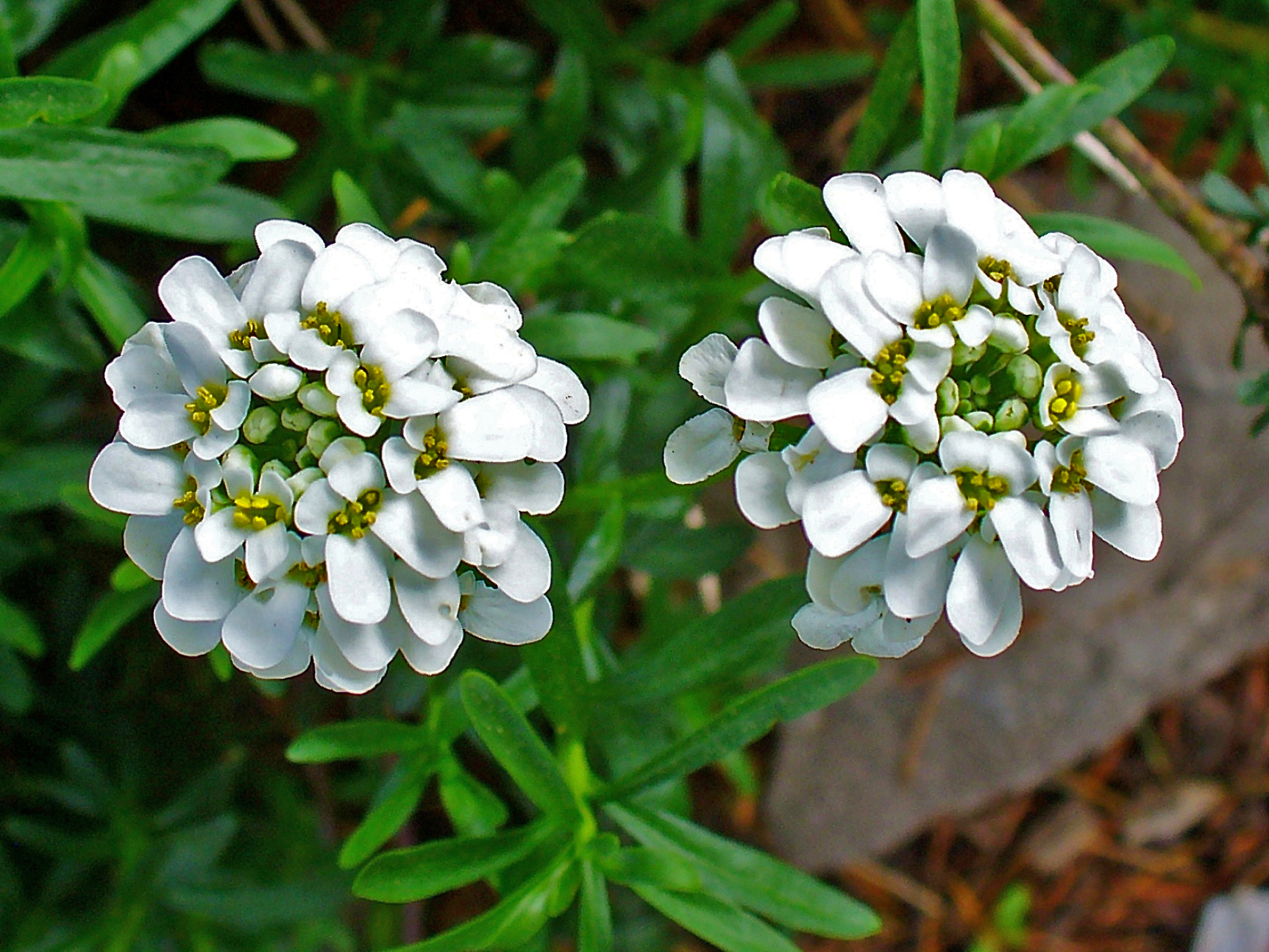
Kwiaty

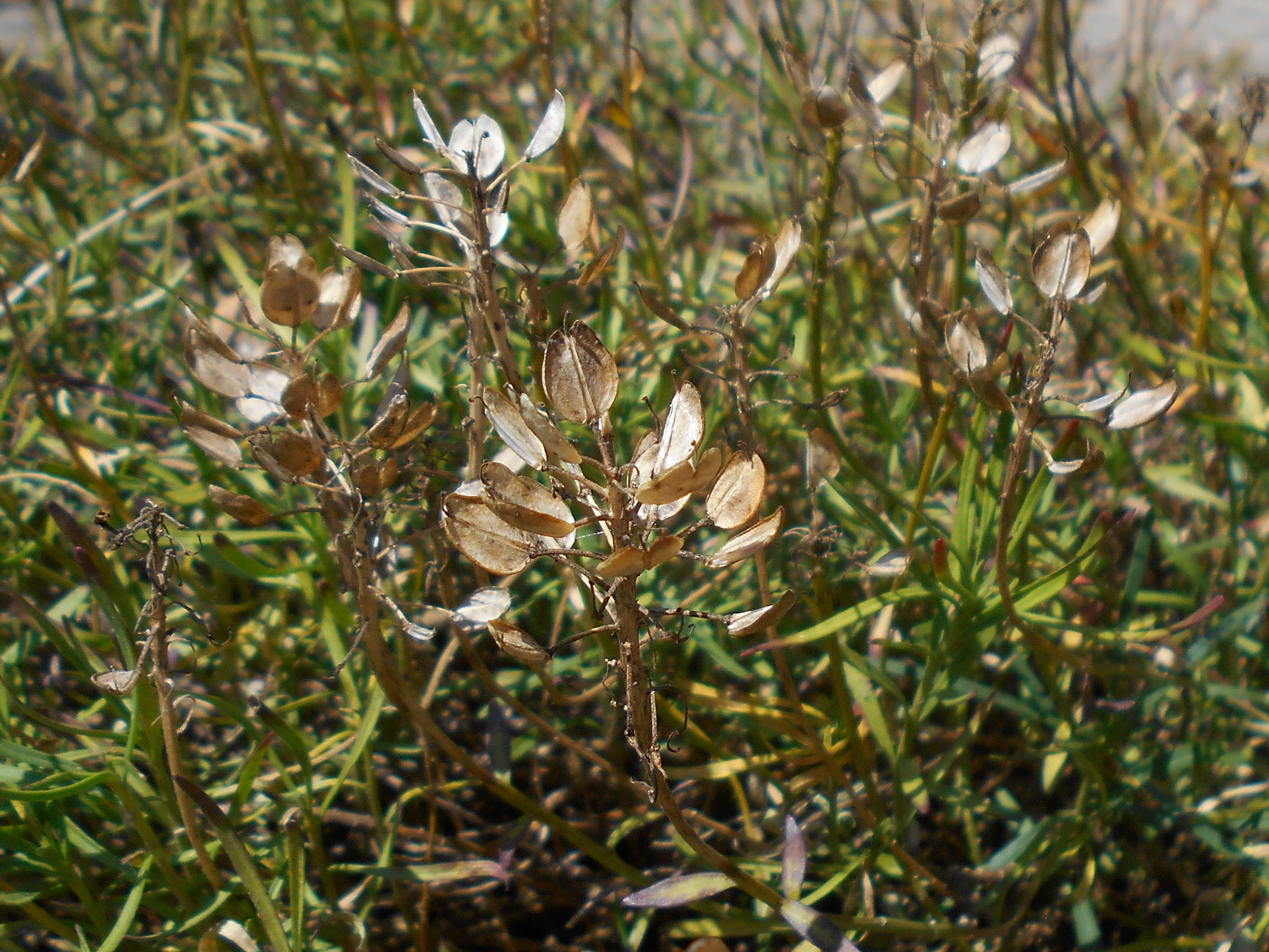
Owoce

PokrójBylina, wiecznie zielona krzewinka o rozgałęzionych, pokładających się  i nieco zwisających pędach. Wysokość ok. 30 cm.
LiścieWydłużone, drobne, skórzaste, ciemnozielone.
KwiatyPromieniste, zebrane w baldachogrona. Typowa forma ma kwiaty białe, istnieją jednak kultywary o kwiatach w różnych odcieniach różowego i różowo-fioletowego koloru.

## Zastosowanie

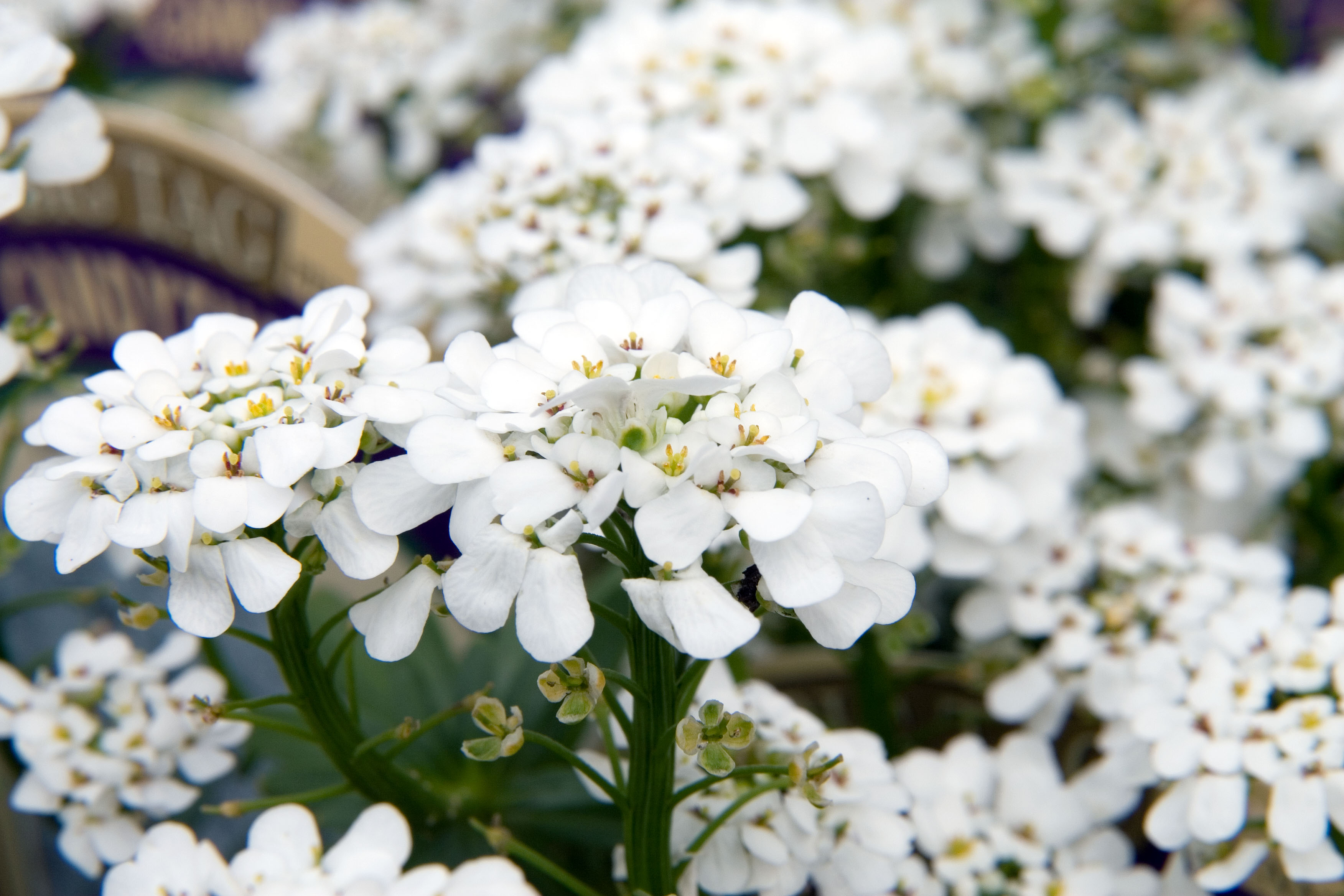
Odmiana 'Snowflake'

Roślina ozdobna nadająca się na rabaty i balkony. Jest jedną z 5 podstawowych ogrodowych bylin wiosennych (pozostałe to smagliczka skalna, floks szydlasty, gęsiówka kaukaska i żagwin ogrodowy). Jest łatwy w uprawie. Kwitnie bardzo obficie przez cały maj.

## Uprawa
WymaganiaMa niewielkie wymagania co do gleby. Stanowisko powinno być słoneczne lub półcieniste. Uprawiany w glebie jest w Polsce całkowicie mrozoodporny (strefy mrozoodporności 4-10). Rośliny uprawiane na balkonie natomiast muszą być na okres zimy zabezpieczone z wszystkich stron (łącznie z donicą) przed przemarznięciem.
Sposób uprawyRozmnaża się go z nasion, przez podział bryły korzeniowej  lub z sadzonek (odmiany o kolorowych kwiatach tylko przez 2 ostatnie sposoby). Sadzonki sporządzamy na wiosnę, bryłę korzeniową rozdzielamy jesienią. Przez lato zasilamy co 3-4 tygodnie rozcieńczonymi nawozami. Jeżeli po przekwitnieniu  usuniemy kwiatostany, wówczas może na jesieni zakwitnąć ponownie, choć dużo słabiej. Gdy nadmiernie zagęści się, należy go przerzedzić i rozsadzić, przy okazji wymieniając ziemię.